# Тилинка
Тили́нка (укр. тилинка, теленка, молд. тилинкэ, молд. и рум. tilincӑ, вероятно от лат. tilia — липа) — полупоперечная флейта без пальцевых отверстий, распространённая в основном в Молдавии, Румынии и Албании.

## Описание
Исконно пастуший инструмент, самые ранние упоминания о котором относятся ко второй половине XVIII века.
Представляет собой трубку длиной около 50 см и диаметром до 2 см. Толщина стенок 2—3 мм. В старину её изготавливали из коры липы, потом стали применять полый стебель церцеи, ветки бузины и любые другие подходящие материалы. Изначально тилинка была без свисткового устройства, но сложность игры на ней привела к появлению свистковой тилинки.
Методом передувания на инструменте можно извлечь 6—8 гармонических звуков. При закрытом нижнем отверстии ствола тилинка звучит на октаву ниже, чем при открытом. Частично закрывая ствол и изменяя амбушюр возможно получение 1—2 звуков ниже каждой гармоники. Тилинку прижимают к губам под углом 45—50° и удерживают левой рукой, а указательным пальцем правой закрывают ствол.